# Dominick Montiglio
Dominick Montiglio, pseudonimo di Dominick Angelo Santamaria (Brooklyn, 17 luglio 1947 – Albuquerque, 27 giugno 2021), è stato un mafioso e collaboratore di giustizia statunitense, un tempo membro della famiglia Gambino.
È noto per essere nipote di Anthony "Nino" Gaggi e per avere testimoniato contro la famiglia Gambino in diversi processi.

## Biografia
Nato a New York da Anthony Santamaria e Maria Gaggi, entrambi di origine siciliana, suo padre si allontana dalla famiglia pochi anni dopo la sua nascita e viene cresciuto da suo zio Anthony, detto "Nino", fratello di sua madre, che è anche lontana cugina di Frank Scalice. Prende il cognome Montiglio dopo il matrimonio di sua madre con Anthony Montiglio. 
Nel 1967, parte volontario per la Guerra del Vietnam. Al suo ritorno inizia a lavorare per la famiglia Gambino nei furti d'auto, nelle estorsioni e negli omicidi. Nel 1983, sospettando che sarebbe stato ucciso, decide di pentirsi e di collaborare con l'FBI, entrando nel programma di protezione witness protection program.
Negli anni successivi cambia vita, si dedica all'arte e partecipa a diversi documentari sulla mafia americana. È morto nel 2021 all'età di 73 anni.